# Jabłonna (Lublin)

Wapen

Jabłonna is een dorp in het Poolse woiwodschap Lublin, in het district Lubelski. De plaats maakt deel uit van de gemeente Jabłonna.